# Central European Exchange Program for University Studies
Das Central European Exchange Program for University Studies  (CEEPUS) ist ein multilaterales und interuniversitäres Austauschprogramm mit Mittel- und Osteuropa zur Förderung der akademischen Mobilität und grenzüberschreitenden Zusammenarbeit im Hochschulraum Zentraleuropas.

## Entwicklung
CEEPUS wurde 1993 auf Initiative von Österreich gegründet. Das multilaterale Abkommen ist am 1. Januar 1995 in Kraft getreten.
Der Austausch von Studierenden erfolgt im Rahmen von Universitätsnetzwerken direkt. Dabei hat jedes Netzwerk einen Themenschwerpunkt.
Seit 1995 wurden mehr als 38.000 Stipendiaten gefördert und etwa 59.000 Stipendienmonate in Mittel-, Ost- und Südosteuropa ermöglicht.
CEEPUS steht jedem interessierten Staat offen zum Beitritt.

## Struktur
Oberstes Organ ist der Gemeinsame Ausschuss der Minister der Mitgliedstaaten (Joint Committee). Der Vorsitz im Gemeinsamen Ausschuss wird alle zwei Jahre zwischen den Mitgliedstaaten gewechselt. Der Vorsitzende wird von den Mitgliedern gewählt. Der Gemeinsame Ausschuss gibt sich selbst eine Geschäftsordnung. Der Gemeinsame Ausschuss kann Arbeitsgruppen einsetzen. Der Gemeinsame Ausschuss tritt zumindest einmal jährlich zusammen und gibt die strategische Ausrichtung vor.
Eine Internationale Kommission aus den nationalen CEEPUS-Büros (NCO) unterstützt die Durchführung des Abkommens. Diese treffen sich zweimal im Jahr.
Das Senior Officials´ Meeting (SOM) tagt jedes Jahr und befasst sich mit allen technischen Entscheidungen und aktuellen Fragen von entscheidender Bedeutung für die Förderung des CEEPUS-Programms.
Aufgabe des Generalsekretariats (Central CEEPUS Office) mit Sitz in Wien ist es:
- Information des Gemeinsamen Ausschusses über die Tätigkeit des Generalsekretariats;
- Wahrnehmung dringender technischer und administrativer Maßnahmen zwischen den Sitzungen des Gemeinsamen Ausschusses;
- Erstellung eines jährlichen Fortschrittsbericht;
- Bewertung der Umsetzung des aktuellen CEEPUS-Abkommens;
- Entwicklung der zukünftigen Zusammenarbeit.

Das Generalsekretariat wird geleitet von Michael Schedl, Marlene Grubeck-Grabner und Katrin Weber. Die finanziellen Mittel für die Arbeiten zur Erfüllung der Aufgaben des Generalsekretariates werden von Österreich bereitgestellt.
Zur Beilegung von Streitigkeiten aus dem CEEPUS Vertrag kann ein Ad-hoc-Schiedsgericht aus drei Mitgliedstaaten des Abkommens gebildet werden, wobei jede Streitpartei einen Schiedsrichter bestellt.
In jedem Mitgliedstaat gibt es ein nationales CEEPUS-Büro (National CEEPUS Office – NCO).

## Mitgliedstaaten
Die sechs Gründungsstaaten von CEPUS waren: Bulgarien, Österreich, Polen, Slowakei, Slowenien, Ungarn.
Weitere Mitglieder sind: Albanien, Bosnien-Herzegowina, Kroatien, Mazedonien, Moldawien, Montenegro, Rumänien, Serbien, Tschechische Republik und die Universität Pristina im Kosovo.